# Donagh (Vorname)
Donagh ist ein männlicher Vorname.

## Herkunft und Bedeutung
Der Name ist die irische Variante des gälischen Namens Donnchadh und eine Variante des englischen Duncan.

## Namensträger
- Donagh Deeney (* 1957 oder 1958), irischer Schauspieler
- Donagh MacDonagh (1912–1968), irischer Schriftsteller und Richter